# Zespół dworski w Konarach
Zespół dworski w Konarach – znajdujący się w powiecie krakowskim, w gminie Mogilany, w Konarach.
Obiekt w skład którego wchodzi: dwór, dozorcówka, spichrz, obora oraz park został wpisany do rejestru zabytków nieruchomych województwa małopolskiego.

## Historia
Dworek wybudowany w 1920 roku. W połowie XIX w. majątek należał do Grabowskich, a pod koniec wieku do Felicji Malinowskiej.

## Architektura
Dworek wybudowany na planie kwadratu, bardzo wysoko podmurowany, parterowy nakryty dachem mansardowym.